# Wagoner megye
Wagoner megye az Amerikai Egyesült Államokban, azon belül Oklahoma államban található. Megyeszékhelye Wagoner, legnagyobb városa Coweta. Lakosainak száma 80 981 fő (2020. április 1.). Wagoner megye Mayes, Muskogee, Cherokee, Rogers, Tulsa és Okmulgee megyékkel határos.

## Népesség
A megye népességének változása:
| Lakosok száma | 73 393 | 74 098 | 75 050 | 75 700 | 76 559 | 80 981 |
|               | 2010   | 2011   | 2012   | 2013   | 2015   | 2020   |